# Rainer Schönfelder
Rainer Schönfelder, född 13 juni 1977 i Wolfsberg, är en österrikisk före detta alpin skidåkare. Schönfelder har tre mästerskapsmedaljer och han vann slalomcupen i världscupen säsongen 2003/2004. Schönfelder har totalt (mars 2007) fem segrar (alla i slalom) och 20 pallplaceringar på 143 starter i världscupen. Schönfelder avslutade sin karriär hösten 2013.